# Petrocallis pyrenaica
Petrocallis pyrenaica är en korsblommig växtart som först beskrevs av Carl von Linné, och fick sitt nu gällande namn av William Townsend Aiton. Petrocallis pyrenaica ingår i släktet Petrocallis och familjen korsblommiga växter. Inga underarter finns listade i Catalogue of Life.

## Bildgalleri

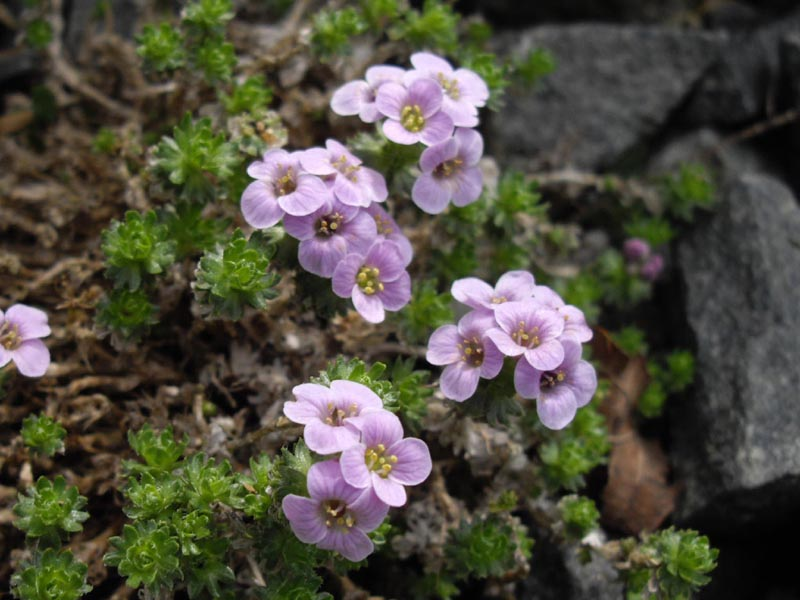
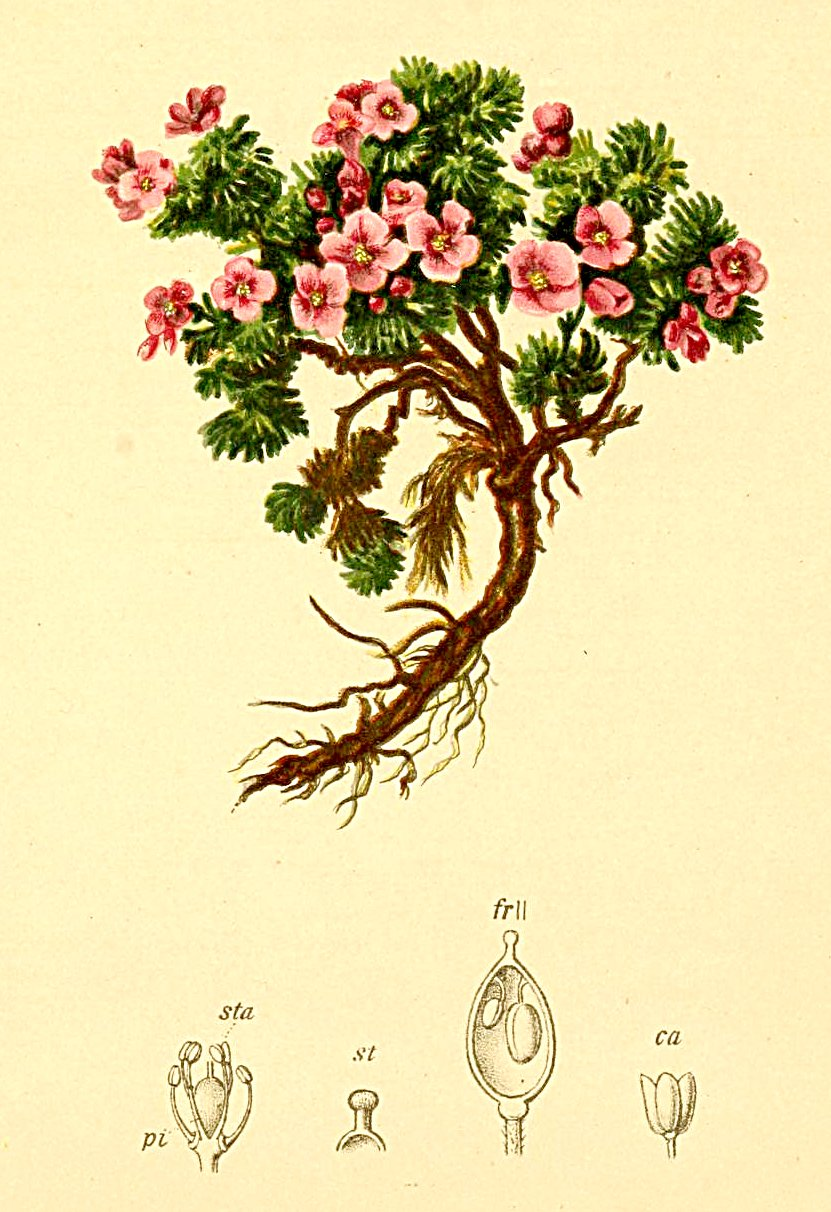
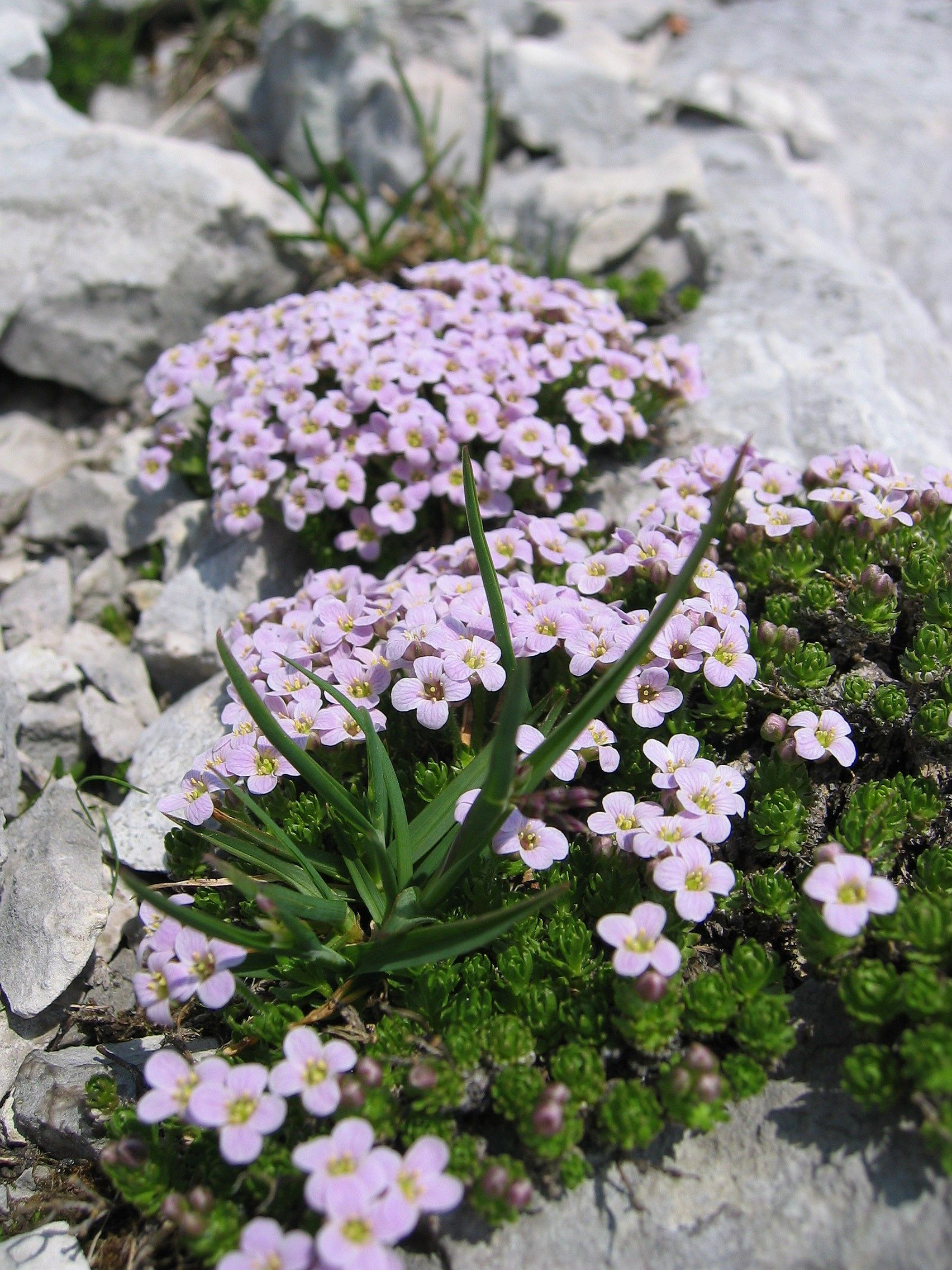
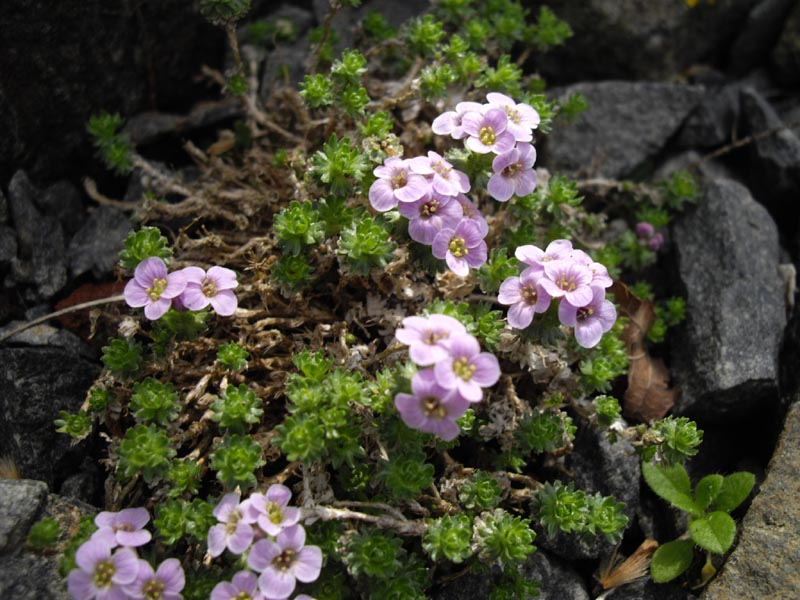
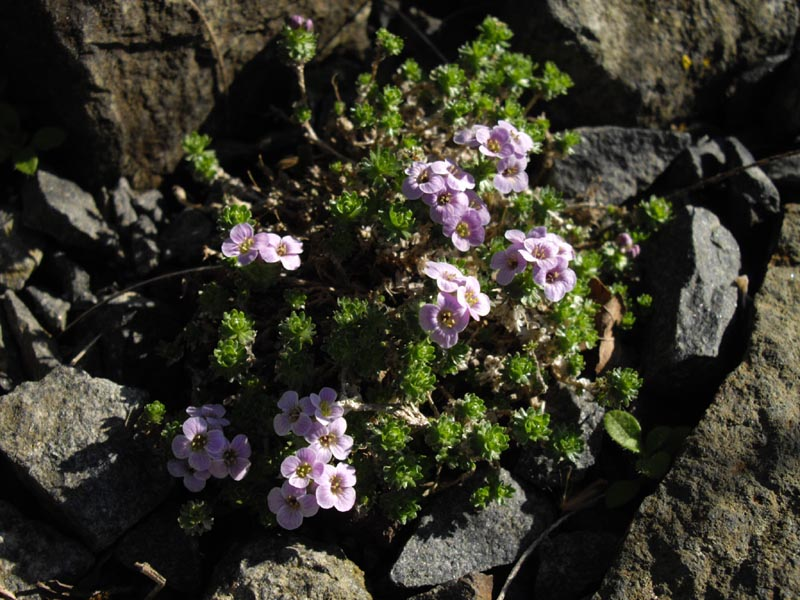
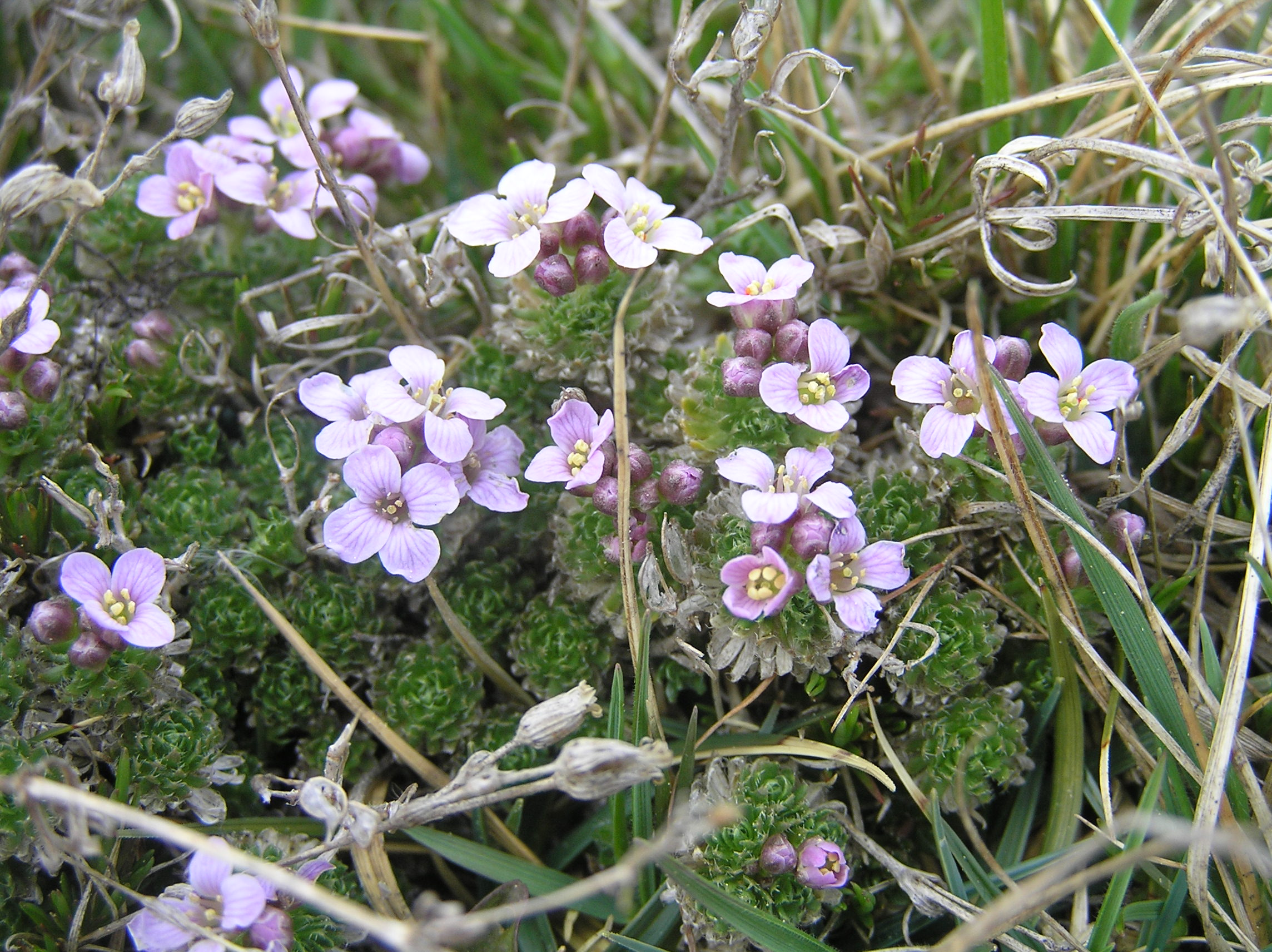